# 그래피
그래피(영어: Graphy)는 서울특별시 금천구에 본사를 둔 치과소재 기업이다.